# Epigrypera
Epigrypera is een geslacht van vlinders van de familie uilen (Noctuidae), uit de onderfamilie Acontiinae.

## Soorten
- E. argenticincta Hampson, 1910
- E. eriogona Hampson, 1910